# Vashegyalja
Vashegyalja Vas vármegyei község 1944-ben jött létre Permise és Ritkaháza községek egyesítésével. 1946-ban különvált, viszont Permise megőrizte a Vashegyalja nevet. 1950-ben a települések ismét egyesítve lettek ideiglenesen Ritkaháza, 1951 óta Kétvölgy néven.